# فاطمة (فلم 2009)
فَاطْمَة هو فيلم قصير مغربيّ صدرَ عام 2009 من إخراج المخرجة المغربيّة سامية الشرقيوي ومن بطولة عائشة ماهماه.

## القصّة
تعملُ فاطمة العجوز والعرجاء طوال حياتها كمدبرة منزل في قصرٍ في بستان النخيل بمراكش. يعود ربُّ البيتِ السيد جاك اليوم من الخارج ويضغطُ عليها حتى يكون كل شيء جاهزًا مما يجعاها تُعاني من التوتر وكثرة الضغط وأشياء أخرى.

## الجوائز
- عُرض الفيلم في مهرجان طنجة السينمائي الوطنيّ عام 2010.[5]